# (6530) Adry
(6530) Adry (1994 GW) – planetoida z pasa głównego asteroid okrążająca Słońce w ciągu 4,33 lat w średniej odległości 2,66 j.a. Odkryta 12 kwietnia 1994 roku.